# Kyriakos Aslanidīs
Kyriakos Aslanidīs (in greco Κυριάκος Ασλανίδης; Serres, 11 marzo 2002) è un calciatore greco, difensore del Paniōnios.

## Carriera

### Club
Cresciuto nelle giovanili dell'Olympiacos, passa a quelle dell'Arīs Salonicco, dove nel 2022 debutta in prima squadra.
Nella stagione 2022-2023 si trasferisce al Volo, club di Souper Ligka Ellada.

### Nazionale
Vanta 12 presenze nelle rappresentative giovanili greche.